# Ray Ventura
Raymond Ventura, detto Ray (Parigi, 16 aprile 1908 – Palma di Maiorca, 30 marzo 1979), è stato un cantante e compositore francese.
I suoi genitori erano entrambi di origine ebraica, 
Nacque da Abraham Albert Ventura, gioielliere, e Sarah Alice Landauer.
Ha rivestito un ruolo importante nella divulgazione del jazz in Francia negli anni trenta.
Suo nipote è il cantante Sacha Distel.

## Carriera
Ventura suonava il pianoforte in un gruppo chiamato "The Collegiate Five" dal 1924, che ha registrato sotto il nome di "Ray Ventura and His Collegians" per la Columbia Records a partire dal 1928. Ha guidato il gruppo dal 1929 e registrato per Decca Records e altre etichette negli anni trenta, diventando in quel decennio un esempio di danza popolare in Francia. La sua band era formata da Philippe Brun, Alix Combelle, e Guy Paquinet. Ha condotto un'orchestra jazz in Sud America dal 1942 al 1944, prima di tornare a condurre un gruppo in Francia (1945-1949).
Durante il suo tour in Brasile durante la seconda guerra mondiale fu raggiunto dal cantante francese Henri Salvador (1917-2008). Due anni dopo in Argentina il trombettista francese Georges Henry si è unito al gruppo dopo aver lasciato i "Lecuona Cuban boys". Georges Henry ha successivamente lavorato alla creazione di "TV Tuppi" in Brasile.
Morì nel 1979 e venne sepolto nel Cimitero dei Batignolles, a Parigi.

## Filmografia

### Compositore
- L'Amour à l'américaine, regia di Claude Heymann e Pál Fejös (1931)